# Анкан
Анкан (фр. Hannescamps) насеље је и општина у североисточној Француској у региону Север-Па де Кале, у департману Па де Кале која припада префектури Арас.
По подацима из 2011. године у општини је живело 192 становника, а густина насељености је износила 60,57 становника/km². Општина се простире на површини од 3,17 km². Налази се на средњој надморској висини од 144 метара (максималној 158 m, а минималној 130 m).

## Демографија
| 1962. | 1968. | 1975. | 1982. | 1990. | 1999. | 2011. |
| ----- | ----- | ----- | ----- | ----- | ----- | ----- |
| 137   | 139   | 107   | 101   | 133   | 149   | 192   |

График промене броја становника у току последњих година